# Стјепан Гргац
Стјепан Гргац (Бистра код Запрешића 1909. — Иванић Град 1962) је био бициклиста четвороструки првак Југославије у друмској вожњи.
После завршене трговачке школе запослио се у Градској електричној централи у Загребу. Бициклизмом се почео бавити 1927. у загребачком ХКЛ Соколу (Хрватски клуб бициклиста Сокол). У својој бициклистичкој каријери освојио је 4 пута Првенство Југославије у друмском бициклизму 1930, 1932, 1933. и 1939. и седам пута првенство Загреба. На трци од 210 км (Грац—Семеринг—Грац) 1929. био је први, а на трци у помен на Фрању Грегла Rund um den Hochschwab у Аустрији 1933. други.
Године 1936. учествује на Тур де Франсу где је вози 14 етапа, а на трећој трци Око Румуније пласирао се на друго место иза Француза Galliena. Победио је и на четверодненој етапној трци Софија—Варна 1937. године.